# Resonancia (química)
La resonancia (denominada también mesomería) es una herramienta empleada (predominantemente en química) para representar ciertos tipos de estructuras moleculares. La resonancia consiste en la combinación lineal de estructuras teóricas de una molécula (estructuras resonantes o en resonancia) que no coinciden con la estructura real, pero que mediante su combinación nos acerca más a su estructura real. El efecto es usado en una forma cualitativa, y describe las propiedades de atracción o liberación de electrones de los sustituyentes, basándose en estructuras resonantes relevantes, y es simbolizada por la letra R o M (a veces también por la letra K). El efecto resonante o mesomérico es negativo (-R/-M) cuando el sustituyente es un grupo que atrae electrones, y el efecto es positivo (+R/+M) cuando, a partir de la resonancia, el sustituyente es un grupo que dona electrones.

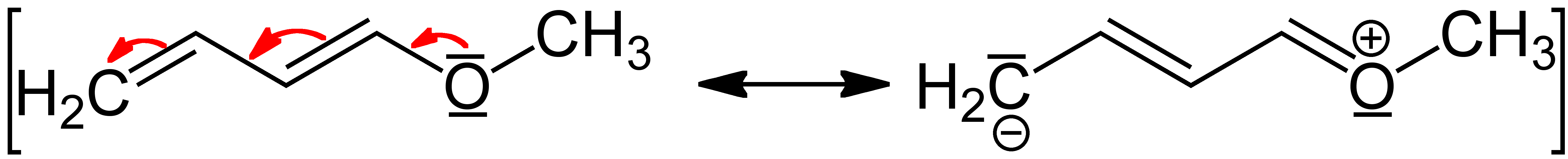
Efecto +R/+M.

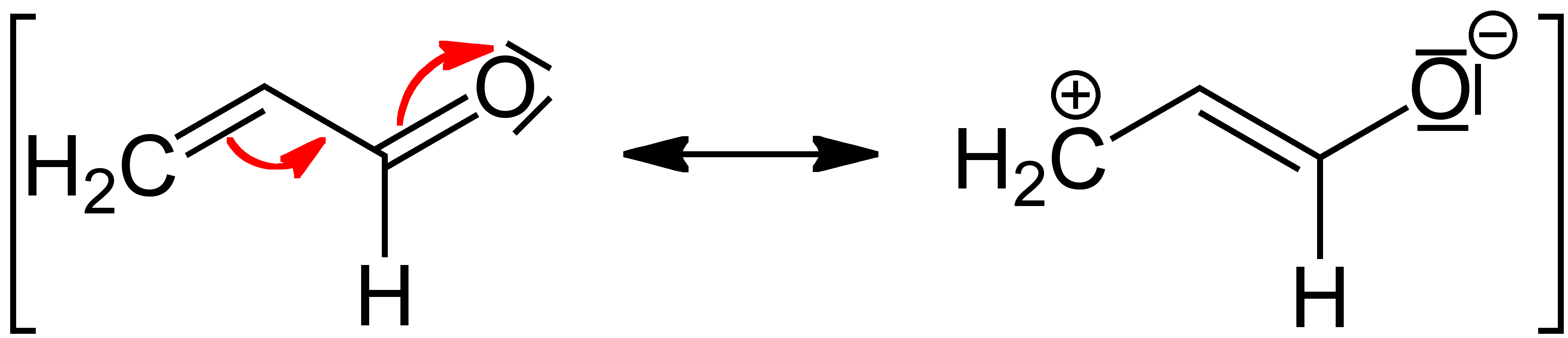
Efecto -R/-M.

- Ejemplos de sustituyentes -R/-M: acetilo - nitrilo - nitro
- Ejemplos de sustituyentes +R/+M: alcohol - amina

La resonancia molecular es un componente clave en la teoría del enlace covalente. Para su existencia es imprescindible la presencia de enlaces dobles o triples en la molécula. El flujo neto de electrones desde o hacia el sustituyente está determinado también por el efecto inductivo. El efecto mesomérico como resultado del solapamiento (traslape) de orbitales p (resonancia) no tiene efecto alguno en este efecto inductivo, puesto que el efecto inductivo está relacionado exclusivamente con la electronegatividad de los átomos, y su química estructural (qué átomos están conectados a cuáles).
Numerosos compuestos orgánicos presentan resonancia, como en el caso de los compuestos aromáticos.

## Historia de la resonancia
El concepto de resonancia fue introducido por el químico Linus Pauling en el año 1928. Se inspiró en ciertos procesos probabilísticos de la mecánica cuántica en el estudio del ion H2+ que posee un electrón deslocalizado entre los dos núcleos de hidrógeno. El término alternativo que suele aparecer en la literatura es mesomerismo o efecto mesomérico y mesómero fue introducido por Christopher Kelk Ingold en 1938 como sinónimo. Está muy extendido en las publicaciones realizadas en idiomas alemán y francés, aunque por aquel entonces no fue un concepto recogido en la literatura científica en inglés, donde domina el término resonancia. El concepto actual del efecto mesomérico ha adquirido un significado relacionado pero diverso. El símbolo de la doble flecha fue introducido por el químico alemán Arndt (también responsable de la síntesis de Arndt-Eistert) quien denominó a este efecto en alemán como zwischenstufe, traducido directamente como fase intermedia.
Debido a la confusión que generaba en la comunidad científica el término resonancia, se llevó a sugerir abandonar este nombre en favor de deslocalización. De esta forma la energía resonante se convierte en energía de deslocalización y cuando se menciona una estructura en resonancia se dice en su lugar estructura de contribución. En los diagramas, las dobles flechas se han reemplazado por una flecha con doble punta.

### Resonancia como herramienta DIAGRAMÁTICA
Los enlaces mostrados en los diagramas de Lewis a veces no pueden representar la verdadera estructura de una molécula. 

### Ejemplos

Esquema 2. Ejemplos de resonancia en las moléculas de ozono, benceno y el catión del grupo alilo.

- La resonancia del ozono se representa por dos estructuras de ácidos covalentes resonantes en la parte superior del Esquema 2. En realidad los dos átomos de oxígeno terminales son equivalentes y forman una estructura híbrida que se representa a la derecha con -1/2 indicando que la carga se reparte entre los dos átomos de oxígeno y los enlaces dobles o insaturaciones.

- El concepto del benceno como híbrido de dos estructuras convencionales (en la mitad del esquema 2) fue uno de los hitos importantes de la química, ideado por Kekulé, de tal forma que las dos formas del anillo que representan la resonancia total del sistema se suelen denominar estructuras de Kekulé. En la estructura híbrida a la derecha, el círculo substituye los tres enlaces dobles del benceno.

- El catión del grupo alilo (parte inferior del esquema 2) tiene dos formas resonantes mediante el enlace doble que hace que la carga positiva esté deslocalizada a lo largo de todo el catión del grupo alilo.